# Crinifer piscator
Il turaco grigio occidentale o schizoro chiassoso occidentale (Crinifer piscator Boddaert, 1783) è un uccello della famiglia Musophagidae.

## Sistematica
Crinifer piscator non ha sottospecie, è monotipico.

## Distribuzione e habitat
Questo uccello vive nell'Africa occidentale, dalla Mauritania al Ciad a nord, fino alla Repubblica Democratica del Congo a sud.